# Lloret Negre
Lloret Negre és un festival de gènere negre que es convoca a la ciutat de Lloret de Mar, província de Girona. El seu àmbit de la mà de l'escriptora Angelique Pfitzner i l'equip de Lloret Negre, abasta tota la Costa Brava.
Durant el festival es realitzan a la Biblioteca de Lloret de Mar multitud de jornades de Literatura i Criminologia, així com tallers de recerca científica.
A la Sala polivalent de la Biblioteca Municipal Lloret de Mar se celebren trobades amb autors i tertúlies literàries. En el teatre de Lloret de Mar el FilmFestival Lloret Negre. El festival es realitza a la primavera (jornades de literatura, criminologia i tallers recerca científica i escriptura),mes de setembre (lliura premis de literatura novel·la llengua catalana i castellana, relat en categoria adult i juvenil i premi de guió de cinema en llengua catalana) i mes de novembre FilmFestival Lloret Negre (festival de cinema negre i policíac).
El festival organitza dins de la categoria de premis literaris, un concurs de relats curts a nivell mundial i en llengua castellana. El relat guanyador i els 25 seleccionats pels jutges com a millor qualitat literària es publiquen en l'antologia Lloret Negre.